# Шайдомозеро
Ша́йдомозеро (устар. Ша́йдомское, Шандомское) — озеро в южной части Республики Карелия, в Кондопожском районе России.

## Общие сведения
Площадь поверхности — 10,2 км², площадь водосборного бассейна — 103 км².
Котловина ледникового происхождения.
Озеро удлинённой лопастной формы, вытянуто с севера на юг. Берега отлогие, каменисто-песчаные. На озере 2 острова общей площадью 0,07 км².
Из озера вытекает река Шайдомка, в озеро впадают два протока. Дно ровное, покрыто илом и песчано-каменистым грунтом.
В озеро впадают три ручья:
- Ловнодручей
- Видручей
- Ваназручей

В озере обитают щука, окунь, плотва, налим.
Озеро замерзает в ноябре, вскрывается ото льда в мае.
На северо-восточном берегу озера был советский концлагерь Ку́рсобаза.